# St-Vincent (Lyon)

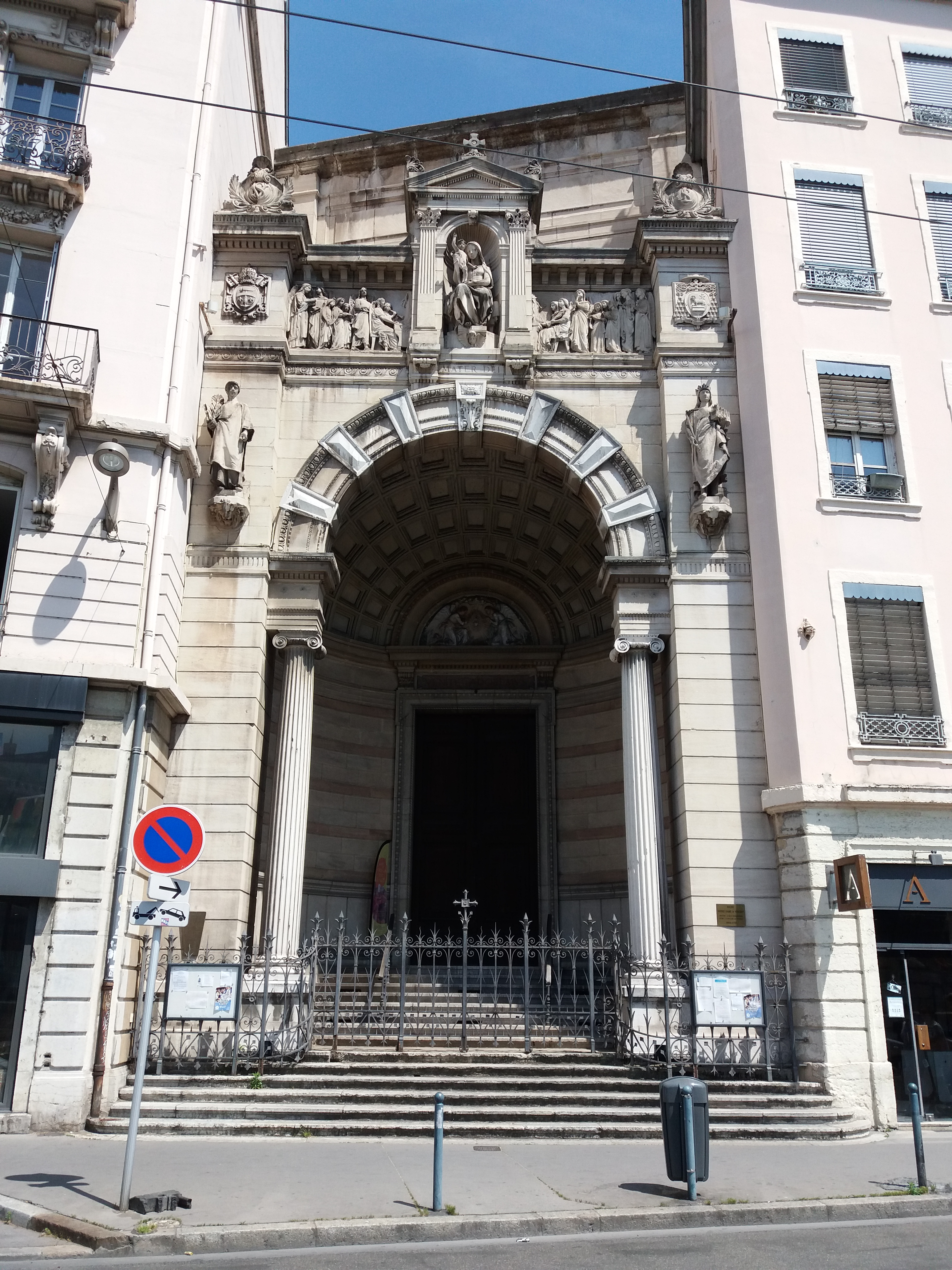
St-Vincent (Lyon)

Die Kirche St-Vincent (auch: Notre-Dame-Saint-Vincent) ist eine römisch-katholische Kirche im 1. Arrondissement von Lyon. Die Kirche wurde im Jahr 1984 als Monument historique klassifiziert.

## Lage
Die Kirche befindet sich gegenüber St-Paul am Ostufer der Saône unweit der Brücke Pont la Feuillée. Sie ist derart von großen Wohngebäuden umgeben, dass sie sich den Blicken fast gänzlich entzieht. Die Kirche ist zu Ehren des heiligen Vinzenz von Valencia geweiht.

## Geschichte

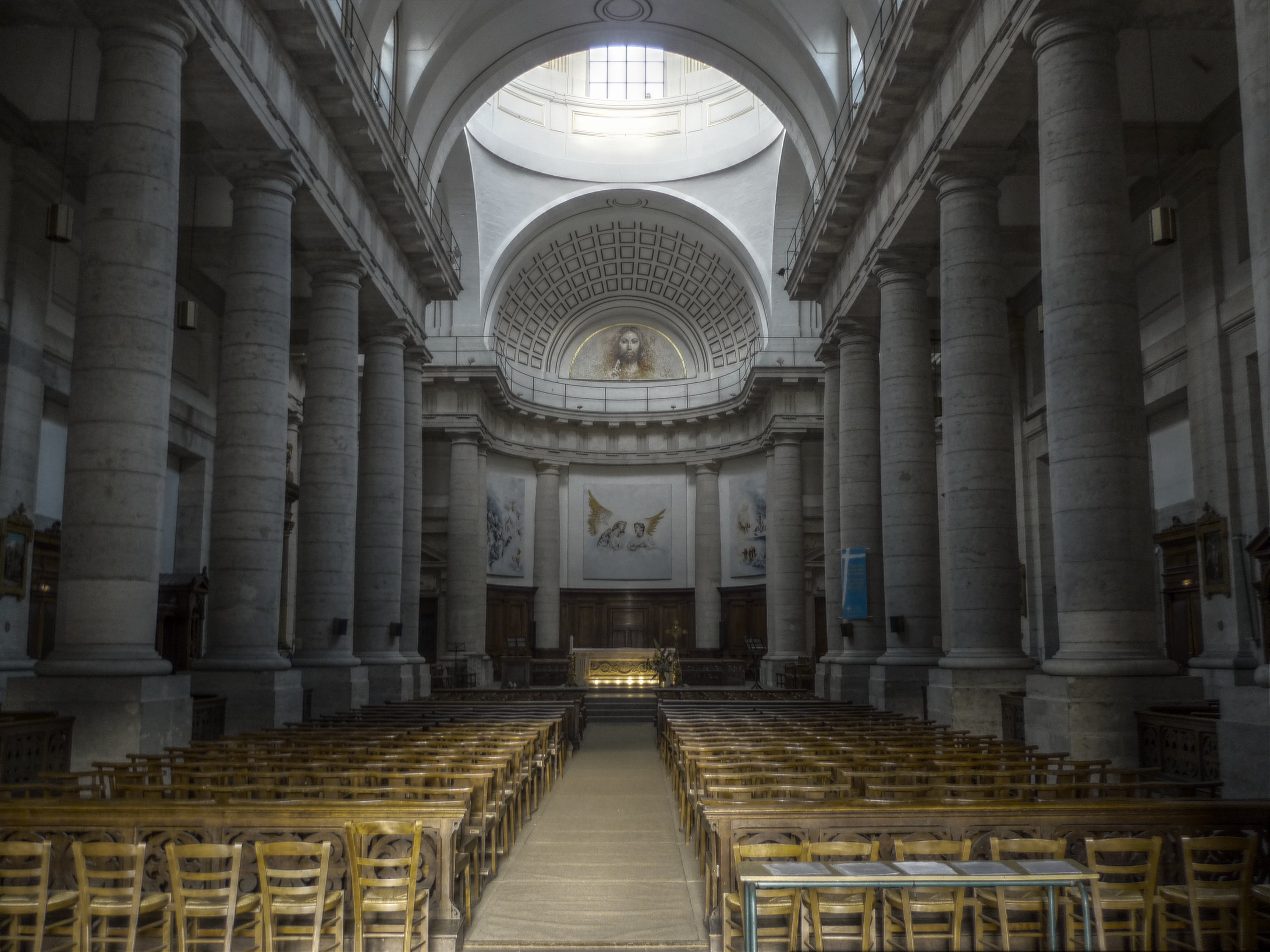
St-Vincent (Lyon)

Die Kirche wurde von 1759 bis 1789 von dem an dieser Stelle befindlichen Kloster des Augustinerordens im klassizistischen Stil gebaut. Der Architekt Léonard Roux (1725–1793) schuf einen Saalbau mit dorischen Säulen und eine auf Pfeilern ruhende Kuppel. Durch die Französische Revolution wurde die Kirche geschlossen und 1802 als Pfarrkirche wieder eröffnet. Die (zwischen Wohnhäusern eingezwängte) Fassade wurde von 1879 bis 1882 von Charles Franchet (1838–1902) errichtet und von Charles Dufraine (1827–1900) mit Skulpturen versehen.

## Ausstattung

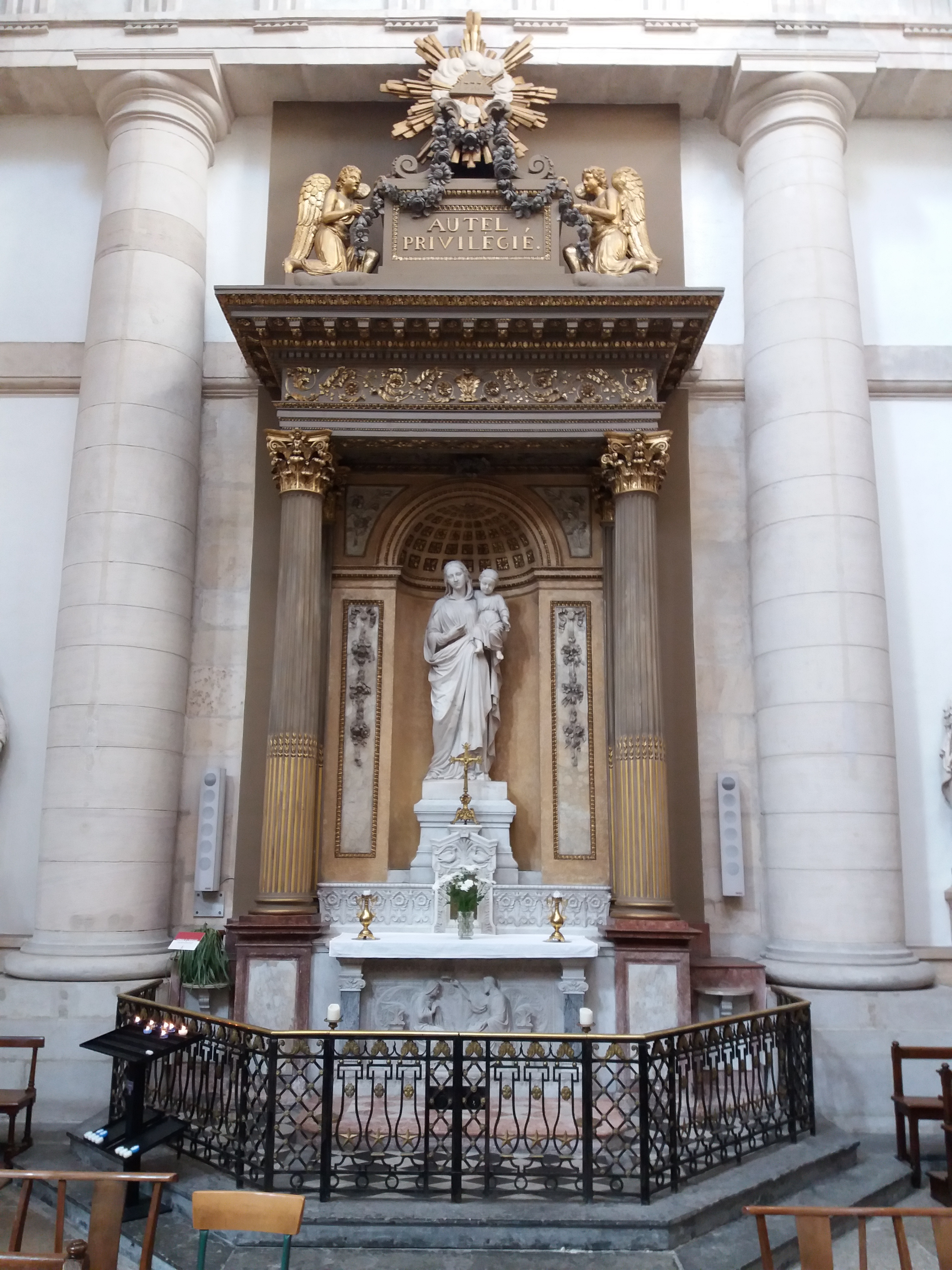
St-Vincent (Lyon)

Jean-Baptiste Larrivé (1875–1928) schuf die Figur des Pfarrers von Ars, Joseph-Hugues Fabisch eine Maria mit Jesuskind. Mehrere weitere Figuren sind das Werk von Charles Dufraine. Ein Kirchenfenster stammt von Lucien Bégule (1848–1935). Adrien Dassier (1630–1688) malte die Taufe Christi (1670). Die 1987 durch einen Brand zerstörte Orgel wurde 1994 durch ein Instrument mit 32 Registern der Orgelbauer Bernard Aubertin und Richard Freytag ersetzt.